# Slavo-Serbie

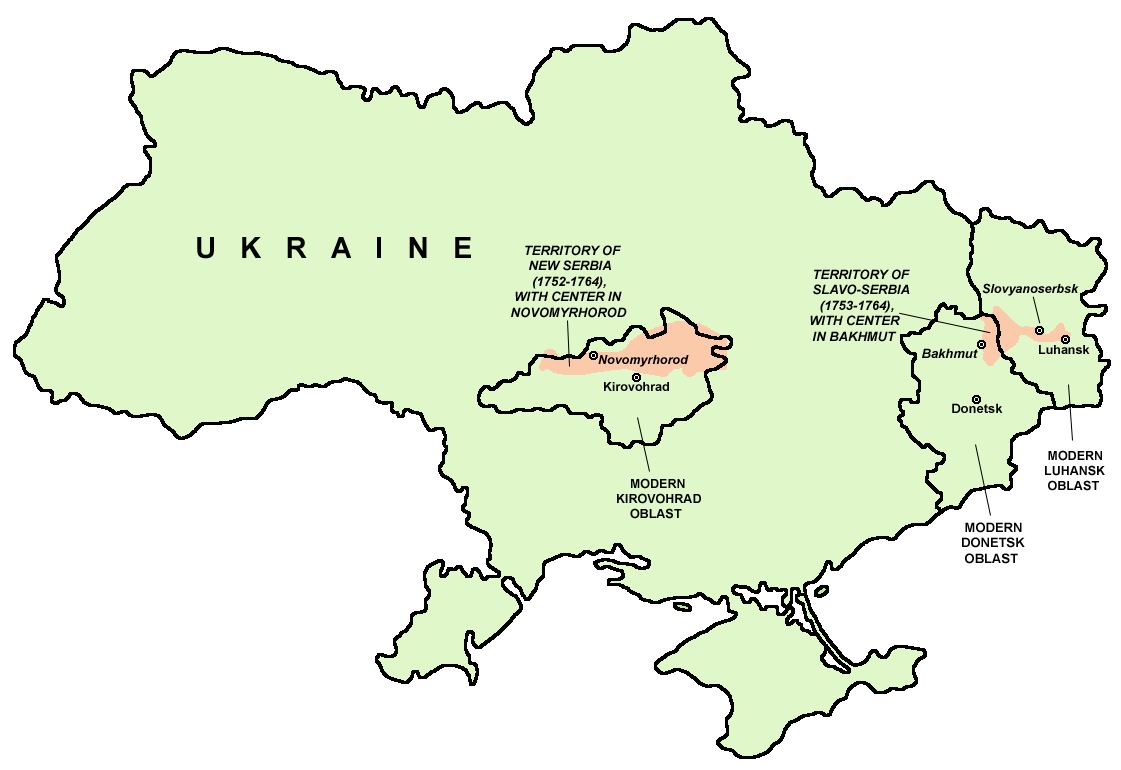
La Nouvelle Serbie et la Slavo-Serbie au sein du territoire actuel de jure de l'Ukraine.

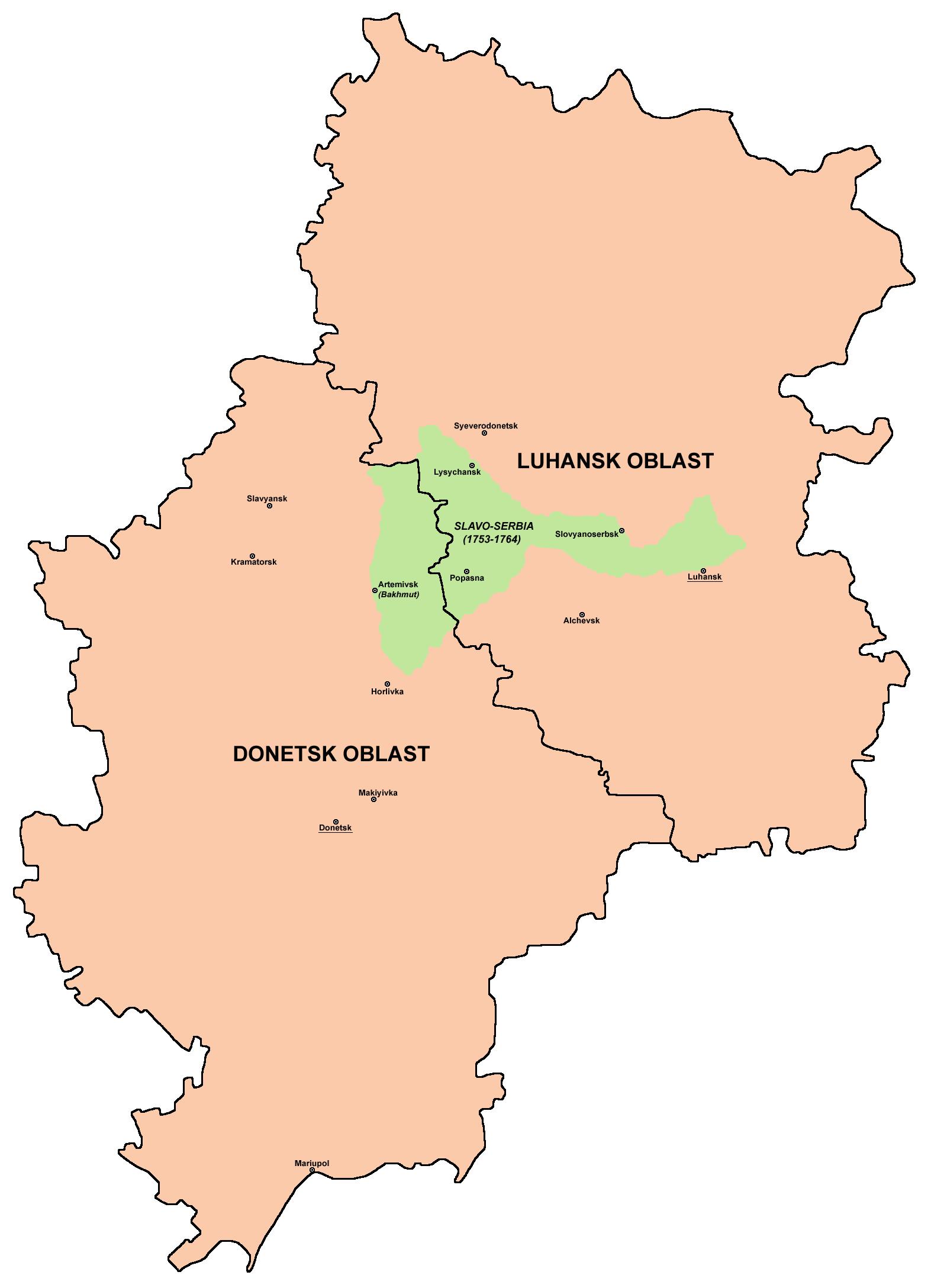

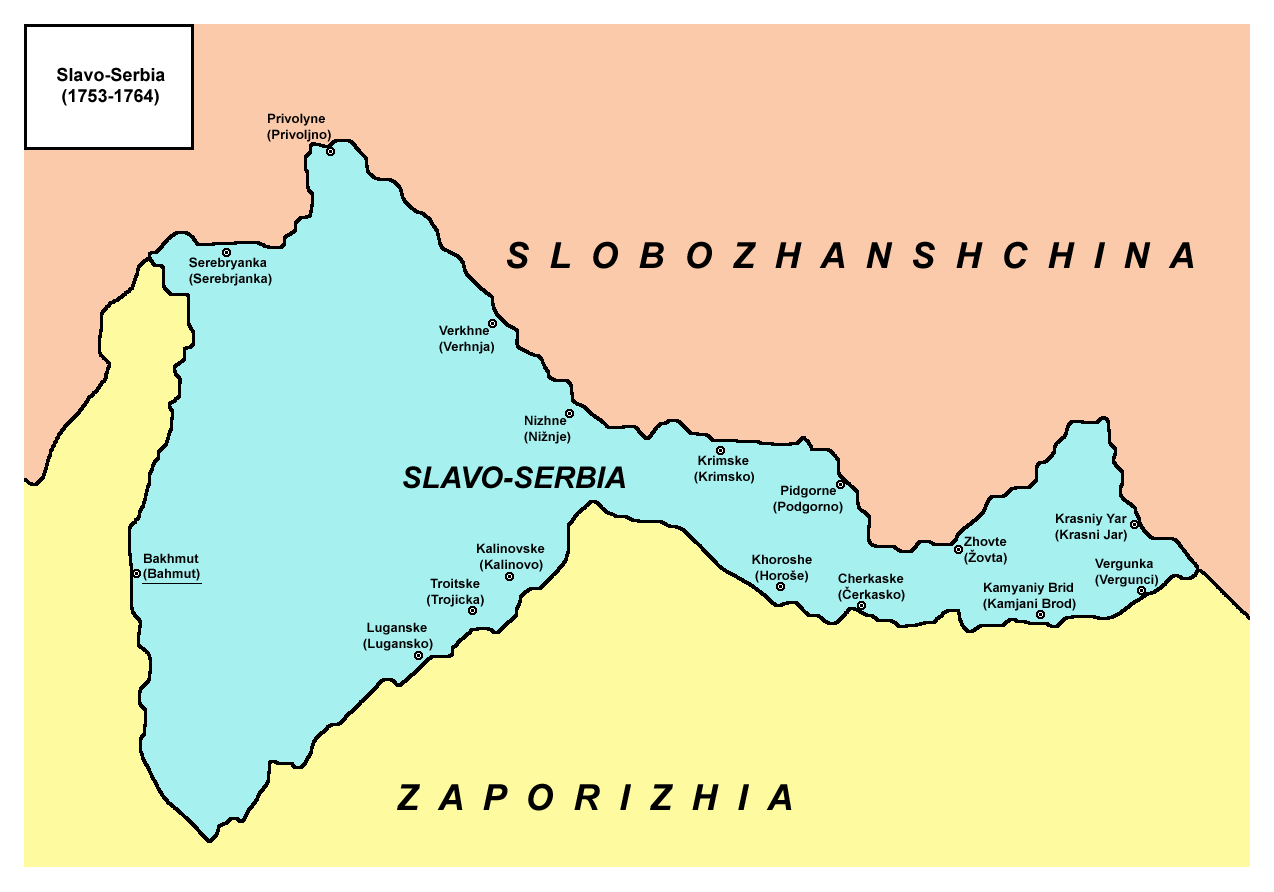

La Slavo-Serbie (en russe : Славо-Сербия, Slavo-Serbia ; en ukrainien : Слов’яносербія, Slov'ianoserbiya ; en serbe : Славеносрбија, Slavenoserbiya) est un territoire de la Russie impériale qui a existé de 1753 à 1764. Situé sur la rive droite du Donets entre les rivières Bakhmout (en ukrainien : Бахмут) et Louhan (en ukrainien : Лугань), il est aujourd'hui partagé entre l'oblast de Louhansk, en Ukraine, et l'oblast de Rostov, en Russie. Le centre administratif de la Slavo-Serbie était la ville de Slovianoserbsk.

## Histoire
Par un décret en date du 29 mai 1753, le Sénat russe octroya ce secteur aux Serbes, Bulgares, Roumains et Hongrois, ainsi qu'à d'autres populations orthodoxes des Balkans pour assurer la protection de la frontière russe et développer cette partie des steppes méridionales du pays. La Slavo-Serbie fut placée sous l'autorité directe du Sénat.
En 1764, les colons formèrent le régiment de hussards de Bakhmout et, la même année, la Slavo-Serbie devint l'ouiezd du Donets, un district du gouvernement de Iekaterinoslav (actuellement dans l'est de l'Ukraine).

## Démographie
La province possédait une population mêlée, avec une majorité de Serbes, puis des Valaques, et aussi des Macédoniens.